# Werner von Weiher
Werner Benno Ludwig von Weiher (* 29. Juli 1859 in Flatow; † 12. September 1904 in Rummelsburg in Pommern) war ein deutscher Verwaltungsbeamter.

## Leben
Werner von Weiher war der Sohn des Landrates Benno von Weiher und seiner dritten Ehefrau Luise von Boehn (1821–1898). Er studierte nach dem Abitur an der Eberhard Karls Universität Tübingen Rechtswissenschaft. 1879 wurde er Mitglied des Corps Suevia Tübingen. Nach dem Studium trat er in den preußischen Staatsdienst. 1886 legte er das Regierungsassessor-Examen bei der Regierung in Danzig ab. 1886 bis 1887 war er Regierungsassessor bei der Regierung des Regierungsbezirks Frankfurt, bevor er 1887 kommissarischer Oberamtmann beim Oberamt Gammertingen wurde. 1888 wurde er definitiv Oberamtmann. 1889 bis 1890 war er von der Amtsversammlung des Oberamtes Gammertingen gewählter Abgeordneter im Kommunallandtag der Hohenzollernschen Lande. 1890/91 war er kommissarischer Landratsamtsverwalter im Landkreis St. Goar. Von 1891 bis zu seinem Tod 1904 war er Landrat im Kreis Rummelsburg i. Pom.
1894 gründete er mit Thea Westphal (* 1875) eine Familie, die Witwe heiratete nachmals Gustav Graf von Schwerin (1869–1951) und lebte in den 1960er Jahren in Freiburg/Breisgau.